# Yang Banhou
Yang Yu, detto anche Yang Banhou (1837 – 1892), è stato un artista marziale cinese.
Seconda generazione della famiglia Yang, al quale ci si riferisce generalmente come "secondo figlio". Fin dall'infanzia insieme al fratello Yang Jianhou seguì il padre Yang Luchan nello studio del taijiquan. Era specializzato nel combattimento e specialmente nell'uso del bastone. Yang Banhou seguì suo padre a Pechino per insegnare e sfidare il famoso maestro Xiong Xian Liu (detto Meng Jiao). Visto che sfidò numerosi altri eminenti rappresentanti di arti marziali a Pechino, la fama del taijiquan stile Yang aumentò.
Yang Banhou rivisitò la forma antica del padre e creò la forma media. Ebbe molti allievi, tra i quali Wu Yuxiang (Hao), fondatore dello stile Wu/Hao, e Wu Quanyu, fondatore dello stile Wu.
Yang Banhou ebbe una figlia e un figlio, detto Shao Peng. Shao Peng studiò con Yang Chengfu e poi aprì una scuola in Guangxi.